# Остенде
Остѐнде (на нидерландски: Oostende) е град в Северозападна Белгия, провинция Западна Фландрия. Разположен е на брега на Северно море, на 25 km западно от Брюге. Населението му е 71 332 души (по приблизителна оценка към 1 януари 2018 г.).

## Известни личности
Родени в Остенде
- Арно (р. 1949), певец
- Огюст Бернарт (1829 – 1912), политик
- Джеймс Енсор (1860 – 1949), художник
- Раул Серве (р. 1928), аниматор
- Джеймс Уедъл (1787 – 1834), британски мореплавател

Починали в Остенде
- Луиза Орлеанска (1812 – 1850), белгийска кралица
- Уилям Дейвис Евънс (1790 – 1872), уелски шахматист
- Джеймс Енсор (1860 – 1949), художник